# Усть-Кокса

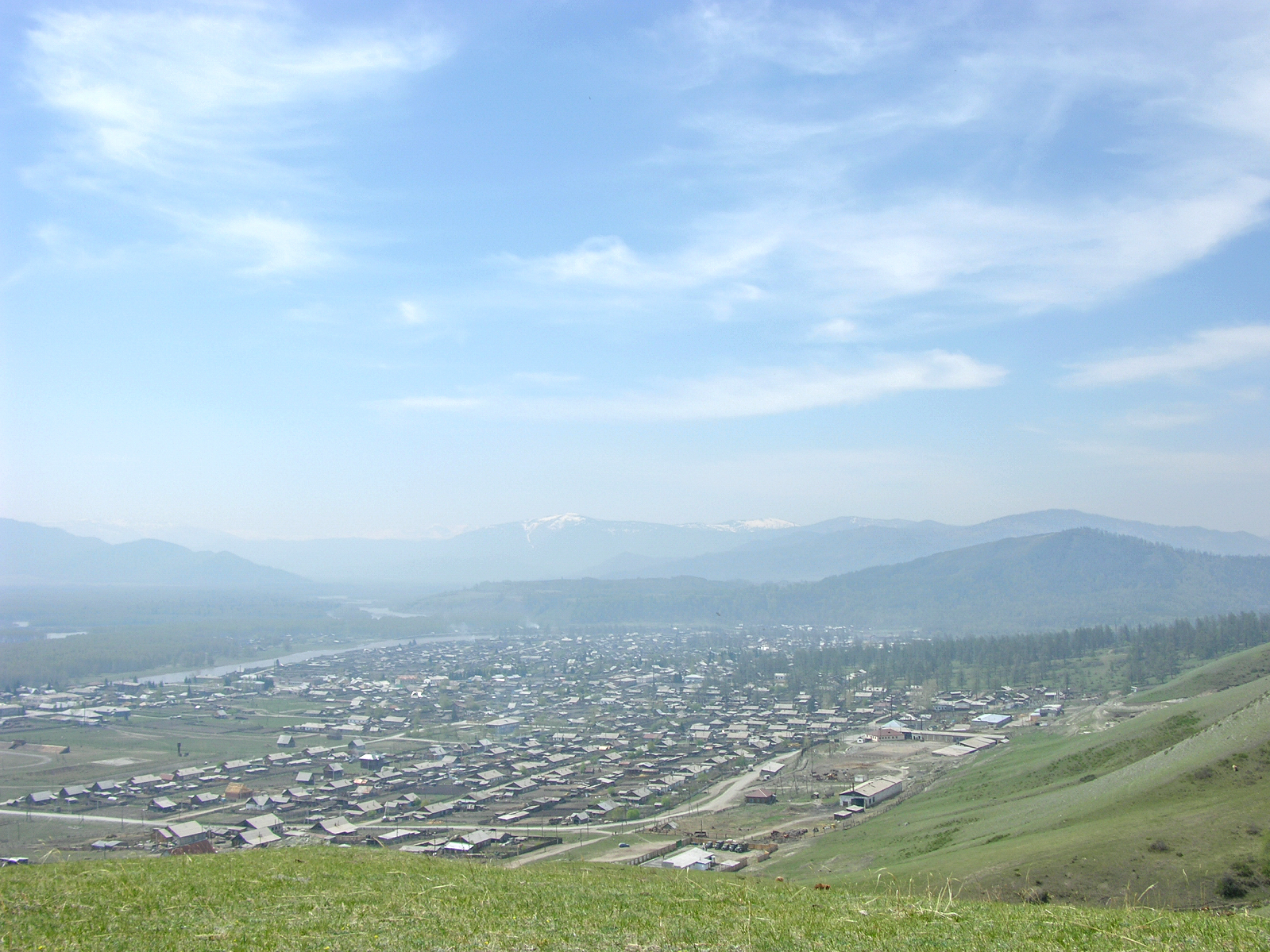
Вид на Усть-Коксу з довколишніх гір

Усть-Кокса — село і адміністративний центр Усть-Коксинського району Республіки Алтай, центр сільського поселення.
Населення — 3 986 осіб (2002).

## Географія
Знаходиться за 400 км від Горно-Алтайська. Розташовано при впадінні річки Кокси в Катунь.
У селі є аеропорт, але він з 1995 року не працює. Зараз ведеться його модернізація; планується, що аеропорт зможе приймати літаки четвертого класу — Ан-28, Ан-2, Ан-3, а також вертольоти Мі-8 та Мі-2.

### Адміністративний поділ
До складу Усть-Коксинського сільського поселення входять 8 населених пунктів:
- село Усть-Кокса,
- село Баштала,
- село Влас'єво,
- село Кастахта,
- село Синій Яр,
- селище Красноярка,
- селище Курунда,
- селище Тюгурюк

В Усть-Коксі розташована центральна садиба державного природного біосферного заповідника «Катунський».